# St. Paul (Virginia)
St. Paul es un pueblo situado en el condado de Wise, Virginia  (Estados Unidos). Según el censo de 2010 tenía una población de 970 habitantes.

## Demografía
Según el censo del 2000, St. Paul tenía 1000 habitantes, 464 viviendas, y 302 familias. La densidad de población era de 394 habitantes por km².
De las 464 viviendas en un 28,7% vivían niños de menos de 18 años, en un 48,5% vivían parejas casadas, en un 12,3% mujeres solteras, y en un 34,9% no eran unidades familiares. En el 33,4% de las viviendas vivían personas solas el 17,7% de las cuales correspondía a personas de 65 años o más que vivían solas. El número medio de personas viviendo en cada vivienda era de 2,16 y el número medio de personas que vivían en cada familia era de 2,72.
Por edades la población se repartía de la siguiente manera: un 21,6% tenía menos de 18 años, un 9,7% entre 18 y 24, un 24,1% entre 25 y 44, un 25% de 45 a 60 y un 19,6% 65 años o más.
La edad media era de 42 años. Por cada 100 mujeres de 18 o más años había 81,1 hombres.
La renta media por vivienda era de 24.833$ y la renta media por familia de 39.125$. Los hombres tenían una renta media de 31.563$ mientras que las mujeres 25.313$. La renta per cápita de la población era de 17.735$. En torno al 15,1% de las familias y el 19,3% de la población estaban por debajo del umbral de pobreza.